# Krügling (Feldkirchen-Westerham)
Krügling ist ein Ortsteil der Gemeinde Feldkirchen-Westerham. Der Weiler liegt auf einer Höhe von 580 m ü. NN im Norden der Gemeinde und hat 28 Einwohner (Stand 31. Dezember 2004). Nördlich von Krügling befinden sich mehrere Quellen, die sich in einem Bach sammeln und die Glonn speisen.
Koordinaten: 47° 56′ N, 11° 53′ O